# Liste der Kaiser der Lê-Dynastie
Die folgende Liste enthält die Namen der Kaiser der Späteren Lê-Dynastie (einschließlich die der wiederhergestellten Lê-Dynastie), die Đại Việt (Vietnam) von 1428 bis 1789 mit Unterbrechung zwischen 1527 und 1533 (siehe Mạc-Dynastie) regierten.
| Tempelname      | Postumer Name | Persönlicher Name     | Regierungsjahre | Herrschaftsname                                        |  |
| --------------- | --- | --------------------- | --------------- | ------------------------------------------------------ |  |
| 太祖 Thái Tổ    | 統天啟運聖德神功睿文英武寬明勇智弘義至明大孝高皇帝 Thống Thiên Khải Vận Thánh Đức Thần Công Duệ Văn Anh Vũ Khoan Minh Dũng Trí Hoàng Nghĩa Chí Minh Đại Hiếu Cao Hoàng đế | 黎利 Lê Lợi           | 1428–1433       | 順天 Thuận Thiên                                       |  |
| 太宗 Thái Tông  | 繼天體道顯德功欽明文思英睿仁哲昭憲建中文皇帝 Kế Thiên Thể Đạo Hiển Đức Thánh Công Khâm Minh Văn Tư Anh Duệ Triết Chiêu Hiến Kiến Trung Văn Hoàng đế                       | 黎元龍 Lê Nguyên Long | 1433–1442       | 紹平 Thiệu Bình (1434–1439) 大寶 Đại Bảo (1440–1442)   |  |
| 仁宗 Nhân Tông  | 欽文仁孝宣明聰睿宣皇帝 Khâm Văn Nhân Hiếu Tuyên Minh Thông Duệ Tuyên Hoàng đế                                                                                             | 黎邦基 Lê Bang Cơ     | 1442–1459       | 太和 Thái Hòa (1443–1453) 延寧 Diên Ninh (1454–1459)   |  |
|                 | 厲德侯 Lệ Đức hầu | 黎宜民 Lê Nghi Dân    | 1459–1460       | 天興 Thiên Hưng                                        |  |
| 聖宗 Thánh Tông | 崇天廣運高明光正至德大功聖文神武達孝淳皇帝 Sùng Thiên Quảng Vận Cao Minh Quang Chính Chí Đức Đại Công Thánh Văn Thần Vũ Đạt Hiếu Thuần Hoàng đế                           | 黎思誠 Lê Tư Thành    | 1460–1497       | 光順 Quang Thuận (1460–1469) 洪德 Hồng Đức (1470–1497) |  |
| 憲宗 Hiến Tông  | 體天凝道懋德至仁昭文紹武宣哲欽聖彰孝睿皇帝 Thể Thiên Ngưng Đạo Mậu Đức Chí Nhân Chiêu Văn Thiệu Vũ Tuyên Triết Khâm Thành Chương Hiếu Duệ Hoàng Đế                        | 黎鏳 Lê Tranh         | 1498–1504       | 景統 Cảnh Thống                                        |  |
| 肅宗 Túc Tông   | 昭義顯仁溫恭淵默惇孝允恭欽皇帝 Chiêu Nghĩa Hiển Nhân Ôn Cung Uyên Mặc Hiếu Doãn Cung Khâm Hoàng đế                                                                        | 黎㵮 Lê Thuần         | 1504–1505       | 泰貞 Thái Trinh                                        |  |
|                 | 愍厲公 Mẫn Lệ công 威穆皇帝 Uy Mục hoàng đế | 黎濬 Lê Tuấn          | 1505–1509       | 端慶 Đoan Khánh                                        |  |
|                 | 靈隱王 Linh Ẩn vương 襄翼皇帝 Tương Dực Hoàng đế | 黎瀠 Lê Oanh          | 1509–1516       | 洪順 Hồng Thuận                                        |  |
| 昭宗 Chiêu Tông | 神皇帝 Thần Hoàng đế | 黎椅 Lê Y             | 1516–1522       | 光紹 Quang Thiệu                                       |  |
|                 | 恭皇帝 Cung Hoàng đế | 黎椿 Lê Xuân          | 1522–1527       | 統元 Thống Nguyên                                      |  |

| Tempelname      | Postumer Name                                                                                      | Persönlicher Name                                  | Regierungsjahre | Herrschaftsname                                                                                      |  |
| --------------- | -------------------------------------------------------------------------------------------------- | -------------------------------------------------- | --------------- | --- |  |
| 莊宗 Trang Tông | 裕皇帝 Dụ hoàng đế                                                                                 | 黎寧 Lê Ninh                                       | 1533–1548       | 元和 Nguyên Hòa                                                                                      |  |
| 中宗 Trung Tông | 武皇帝 Vũ Hoàng đế                                                                                 | 黎維暄 Lê Duy Huyên                                | 1548–1556       | 順平 Thuận Bình                                                                                      |  |
| 英宗 Anh Tông   | 峻皇帝 Tuấn Hoàng đế                                                                               | 黎維邦 Lê Duy Bang                                 | 1556–1573       | 天祐 Thiên Hựu (1557) 正治 Chính trị (1558–1571) 洪福 Hồng Phúc (1572)                               |  |
| 世宗 Thế Tông   | 積純剛正勇果毅皇帝 Tích Thuần Cương Chính Dũng Quả Nghị Hoàng đế                                   | 黎維潭 Lê Duy Đàm                                  | 1573–1599       | 嘉泰 Gia Thái (1573–1577) 光興 Quang Hưng (1578–1599)                                                |  |
| 敬宗 Kính Tông  | 顯仁裕慶綏福惠皇帝 Hiển Nhân Dụ Khánh Tuy Phúc Huệ Hoàng đế                                        | 黎維新 Lê Duy Tân                                  | 1599–1619       | 慎德 Thận Đức (1600–1601) 弘定 Hoằng Định (1601–1619)                                                |  |
| 神宗 Thần Tông  | 淵皇帝 Uyên Hoàng đế                                                                               | 黎維祺 Lê Duy Kỳ                                   | 1619–1643       | 永祚 Vĩnh Tộ (1619–1629) 德隆 Đức Long (1629–1635) 陽和 Dương Hòa (1635–1643)                        |  |
| 真宗 Chân Tông  | 順皇帝 Thuận Hoàng đế                                                                              | 黎維祐 Lê Duy Hựu                                  | 1643–1649       | 福泰 Phúc Thái                                                                                       |  |
| 神宗 Thần Tông  | 淵皇帝 Uyên Hoàng đế                                                                               | 黎維祺 Lê Duy Kỳ                                   | 1649–1662       | 慶德 Khánh Đức (1649–1653) 盛德 Thịnh Đức (1653–1658) 永壽Vĩnh Thọ (1658–1662) 萬慶 Vạn Khánh (1662) |  |
| 玄宗 Huyền Tông | 穆皇帝 Mục Hoàng đế                                                                                | 黎維禑 Lê Duy Vũ                                   | 1662–1671       | 景治 Cảnh Trị                                                                                        |  |
| 嘉宗 Gia Tông   | 寬明敏達英果徽柔克仁篤義美皇帝 Khoan Minh Mẫn Đạt Anh Quả Huy Nhu Khắc Nhân Đốc Nghĩa Mỹ Hoàng đế  | 黎維禬 Lê Duy Cối                                  | 1672–1675       | 陽德 Dương Đức (1672–1674) 德元 Đức Nguyên (1674–1675)                                               |  |
| 熙宗 Hy Tông    | 章皇帝 Chương Hoàng đế                                                                             | 黎維祫 Lê Duy Cáp                                  | 1675–1705       | 永治 Vĩnh Trị (1676–1680) 正和 Chính Hòa (1680–1705)                                                 |  |
| 裕宗 Dụ Tông    | 純正徽柔溫簡慈祥寬惠遜敏和皇帝 Thuần Chính Huy Nhu Ôn Giản Từ Tường Khoan Huệ Tôn Mẫu Hòa Hoàng đế | 黎維禟 Lê Duy Đường                                | 1705–1729       | 永盛 Vĩnh Thịnh (1706–1719) 保泰 Bảo Thái (1720–1729)                                                |  |
|                 | 昏德公 Hôn Đức công                                                                                | 黎維祊 Lê Duy Phường                               | 1729–1732       | 永慶 Vĩnh Khánh                                                                                      |  |
| 純宗 Thuần Tông | 簡皇帝 Giản Hoàng đế                                                                               | 黎維祥 Lê Duy Tường                                | 1732–1735       | 龍德 Long Đức                                                                                        |  |
| 懿宗 Ý Tông     | 溫嘉莊肅愷悌通敏寬洪淵睿徽皇帝 Ôn Gia Trang Túc Khải Túy Minh Mẫn Khoan Hồng Uyên Duệ Huy Hoàng đế | 黎維祳 Lê Duy Thận                                 | 1735–1740       | 永佑 Vĩnh Hựu                                                                                        |  |
| 顯宗 Hiển Tông  | 永皇帝 Vĩnh Hoàng đế                                                                               | 黎維祧 Lê Duy Diêu                                 | 1740–1786       | 景興 Cảnh Hưng                                                                                       |  |
|                 | 愍皇帝 Mẫn Hoàng đế                                                                                | 黎維谦 Lê Duy Khiêm (Geburtsname) 黎維祁 Lê Duy Kỳ | 1786–1789       | 昭統 Chiêu Thống                                                                                     |  |